# Policijska postaja
Policijska postaja je stavba namenjena bivanju policistov in drugega osebja. Običajno so v okviru postaje tudi prostori za pridržanje.